# 최건주
최건주(崔建柱, 1999년 6월 26일 ~ )는 대한민국의 축구 선수로 포지션은 왼쪽 윙어, 센터포워드이며 현재 K리그1 대전 하나 시티즌 소속이다.